# Police mondaine
Pour plus de détails, voir Fiche technique et Distribution.
Police mondaine est un film français réalisé en 1936 par Michel Bernheim et Christian Chamborant et sorti en 1937.

## Synopsis
Pour démanteler un réseau de drogue, le commissaire Picard infiltre les deux bandes rivales avec l'aide d'une indicatrice, Lucienne Réville. Découverte, elle est tuée par Salviati, l'un des chefs des trafiquants...

## Fiche technique
- Titre : Police mondaine
- Réalisation : Michel Bernheim et Christian Chamborant
- Scénario : Paul Bringuier, d'après une histoire de Henri La Barthe (alias Roger d'Ashelbé)
- Décors : Jean d'Eaubonne, Raymond Gabutti
- Photographie : Jean Isnard
- Son : Jean Dubuis
- Musique : Jane Bos
- Société de production : Les Productions Claude Dolbert
- Pays :  France
- Format : Son mono  - Noir et blanc - 35 mm  - 1,37:1
- Genre : Film policier
- Durée : 90 min
- Date de sortie : 
  - France - 9 avril 1937

## Distribution
- Charles Vanel : Salviati, le redoutable chef d'une bande de trafiquants de drogue
- Alice Field : Sylvia, la maîtresse de Salviati qui fut préalablement celle de Scoppa
- Pierre Larquey : le commissaire Gustave Picard, de la Police mondaine
- Junie Astor : Lucienne Réville
- Jean-Louis Barrault : Scoppa, l'ancien lieutenant de Salviati, devenu son rival
- Jean Servais : Philippe Dancourt, un ingénieur chimiste embauché par le baron
- André Roanne : l'inspecteur Paul, de la Police mondaine
- Assia Granatouroff : Dolly Darmont, la fille du baron, lasse de sa vie mondaine, qui s'éprend de Philippe
- Abel Jacquin : Siro, un membre de la bande de Salviati
- Camille Bert : le baron Darmont, le propriétaire d'une importante usine pharmaceutique et fabricant de drogue
- Jean Cyrano
- Marcelle Yrven : Juliette Picard, la femme du commissaire
- Philippe Richard : Mon Oncle, un dealer de cocaïne de la bande de Salviati
- Pierre Finaly
- Albert Broquin
- Maxime Fabert
- Maurice Niemen
- les duettistes Claudine et Fania : le duo de chanteuses
- Hélène Pépée